# Francisco Escribá Segura
Francisco Escribá Segura (València, 3 de maig de 1965), és un exfutbolista i actual entrenador de futbol valencià.

## Trajectòria
Va jugar en les categories inferiors del València Club de Futbol, equip en què va començar com a entrenador treballant amb la base. Al planter del València va començar com a entrenador de l'aleví i posteriorment passà a encarregar-se la direcció del Futbol Base.
El 2004 es va incorporar a l'equip tècnic de Quique Sánchez Flores al Getafe Club de Futbol, en qualitat de segon entrenador, i hi va aconseguir nombrosos èxits a nivell nacional i internacional. Cal destacar la consecució de la Lliga Europa de la UEFA, la Supercopa d'Europa i el subcampionat de Copa amb l'Atlètic de Madrid, a més de portar el València fins als quarts de final, de la màxima competició continental, la Champions League. Quan Quique Sánchez Flores abandonà aquest equip el maig de 2011, Escribà decidí no continuar amb ell perquè volia entrenar en solitari.
L'11 de juny de 2012 va anunciar el seu fitxatge com a entrenador de l'Elx Club de Futbol a la temporada 2012-13 de la segona divisió. El 2013 va renovar amb l'Elx, després d'haver assolit l'ascens a la primera divisió espanyola de futbol, després de vint-i-cinc anys d'absència de la categoria.
El 26 de juny de 2015, després del descens administratiu de l'Elx, Escribá fitxà com a entrenador del Getafe CF de primera divisió. L'11 d'abril de l'any següent, amb l'equip en seriós perill de descens, va ser destituït.
L'11 d'agost de 2016, Escribá va substituir Marcelino García Toral al capdavant del Vila-real CF. Va dur a l'equip a la cinquena posició en la seva primera temporada, i es va classificar per la Lliga Europa de la UEFA.
El 25 de setembre de 2017, malgrat que l'equip tenia nombrosos lesionats, i després d'una derrota per 0–4 a fora contra el seu anterior club, el Getafe, Escribá fou destituït.
Va tornar a la feina el 3 de març de 2019, quan esdevingué entrenador del RC Celta de Vigo, el tercer de la temporada després de la dimissió de Miguel Cardoso. Escribá fou cessat el 3 de novembre de 2019, amb l'equip situat en zona de descens.
El 14 de febrer de 2021 va tornar a fitxar com a entrenador de l'Elx Club de Futbol.